# Casco Antiguo de Begíjar

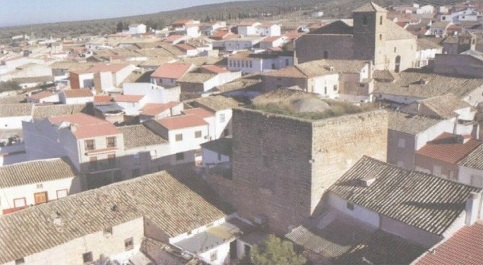
Casco Ántiguo de Begíjar

El casco antiguo del municipio de Begíjar, englobando también la muralla del recinto del castillo, fue declarado Conjunto Histórico-Artístico el 3 de diciembre de 2011, publicándose en el BOJA n.º 215 del 3 de noviembre de ese mismo año. Desde entonces figura en el Catálogo General del Patrimonio Histórico Andaluz, como Bien de Interés Cultural. El expediente de catalogación se prolongó desde 1983 a 2011.
En España, un conjunto histórico-artístico es una declaración legal que agrupa a todos los bienes declarados como monumentos históricos-artísticos en una determinada localidad, siendo una figura de protección sobre los bienes culturales españoles y que se encuentra regulada por el Ministerio de Cultura de España. Determina la agrupación de inmuebles que forman una unidad de asentamiento, continua o dispersa, condicionada por una estructura física representativa de la evolución de una comunidad humana por ser testimonio de su cultura o constituir un valor de uso y disfrute para la colectividad. Asimismo, es Conjunto Histórico cualquier núcleo individualizado de inmuebles comprendidos en una unidad superior de población que reúna esas mismas características y pueda ser claramente delimitado.
Según el artículo 20.1 de la Ley de Patrimonio Histórico Español de 1986, se obliga a los municipios a elaborar un plan de protección del conjunto histórico-artístico. Así el Ayuntamiento de Begíjar elaborará el Plan Especial de Protección y Rehabilitación Integral (PEPRI), donde se definirán las medidas de conservación y protección de todo el conjunto.

## Monumentos del Casco Antiguo
- Ayuntamiento

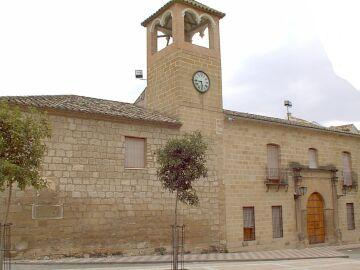
Ayuntamiento de Begijar

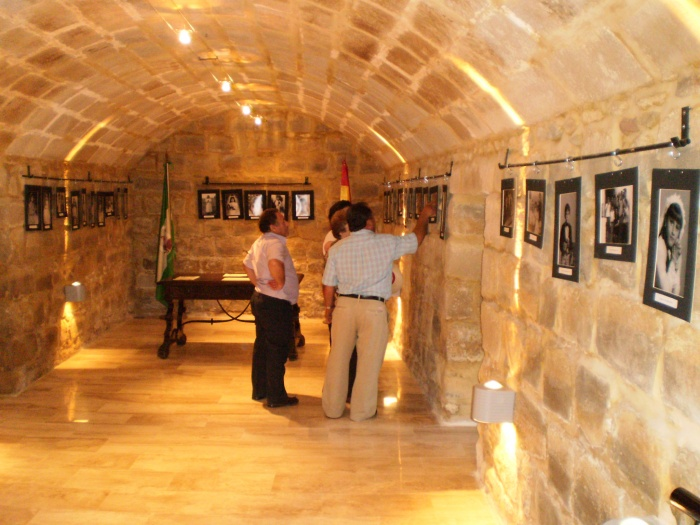
Cárcel Begíjar. Sala de Exposiciones

El Ayuntamiento fue construido entre 1560-1576 por Ginés Martínez de Aranda. De su antigua traza sólo queda la portada, compuesta de un arco de medio punto flanqueado por columnas corintias sobre basamentos con fustes acanaladosen su parte superior y bastones en su parte inferior. En el friso superior aparecen los nombres de los integrantes del Cabildo que mandaron hacer la portada y el año en que se realizó. Junto al Ayuntamiento, se encuentra la cárcel y la torre del Concejo, llamada torre del Reloj, todo ello realizado al mismo tiempo.
Torre del Concejo
Siglo XVII.
-Se levanta entre la cárcel y el ayuntamiento.
-Es de sillería y con campanario de ladrillo con capiteles.
-Es una torre con reloj.
Cárcel
-Dos salas con bóvedas. 
-Bóvedas de cañón.
-Su uso actual es una sala de exposiciones.
- Iglesia Santiago Apóstol

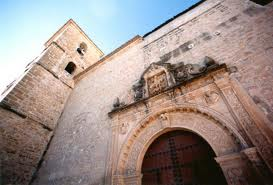
Pórtico de la iglesia

La iglesia de Santiago Apóstol inició su proceso constructivo en el siglo XIII y se concluyó en el XVII, aunque la fábrica primitiva ha desaparecido prácticamente como consecuencia de las múltiples restauraciones. En su aspecto exterior, de una grandiosidad austera, predomina el muro sobre los vanos, y su torre tiene planta cuadrada, con basamento y cuatro cuerpos separados con moldura, aunque no alcanza la altura que proporcionalmente le correspondería en relación con el volumen del resto del edificio. Uno de los elementos más característicos es la portada, de finales del siglo XVI, con arco de medio punto, abundante decoración de grutescos, medallones de San Pedro y San Pablo y escudos episcopales, y rematada por un relieve de Santiago Matamoros en hornacina con frontón triangular que contiene, a su vez, otro relieve que representa a Dios Padre.
Su interior consta de una amplia nave con tramos de arcos fajones, cubierta a principios del siglo XVII por bóvedas de medio cañón, en tanto que el presbiterio se cubre con bóveda de cañón con casetones. Destaca el camarín barroco del Cristo de la Vera Cruz, de base cuadrada, enmarcado por columnas salomónicas, con una gran ventana que lo ilumina, bóveda ochavada y profusa decoración vegetal de frutas complementada con querubines, evangelistas y alegorías de la vida y muerte de Cristo.
- Recinto del Castillo

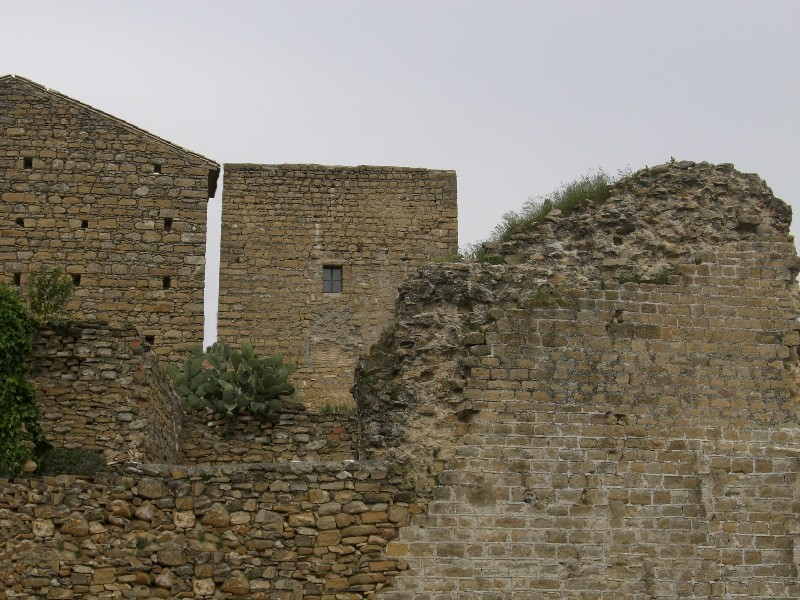
Muralla del Castillo de Begíjar(Jaén).

El origen del Castillo de Begíjar se vincula a los visigodos, aunque posiblemente ya existiera una fortaleza anterior a esta época. Fue ampliado y reestructurado por los árabes y posteriormente reformado por los cristianos. Tras la conquista cristiana en 1251, Fernando III el Santo entrega la fortaleza a la diócesis de Jaén, con sede en Baeza.
Al paso de los años, el castillo cae en el abandono, hasta que en el siglo XVI el obispo Fray Diego Deza decide su derribo y aprovechando los materiales, la construcción del Palacio Episcopal dentro del mismo recinto. La obra fue finalizada por su sucesor, el Obispo Constructor, Alonso Suárez de la Fuente del Sauce.
Del derribo del castillo se salvó la torre, al ser la parte mejor conservada. Fue restaurada y convertida en cárcel del Obispado de Jaén, perdiendo así su carácter y actividad defensoría.
Más tarde quedaría empotrada entre las viviendas colindantes y convertida en residencia familiar.
Declarado Monumento Histórico en 1985.
- La Muralla

Todo el recinto se encontraba cercado de una alta y gruesa muralla, transitable por su adarve, es decir, por un camino que la recorría en su parte superior, y accediendo a la segunda planta de la torre del homenaje a través de un puente arcado, convirtiendo está en "albarrana". De trecho en trecho, se intercalaban en la muralla cubos o pequeños torreones que permitían diversificar los ángulos de tiro y defender mejor las cortinas. Al pie de la muralla y rodeándola por el exterior se abrría a un foso para impedir la aproximación del enemigo; se salvaba con puentes levadizos. En la foto de la derecha se puede ver un lienzo de la muralla del Castillo actualmente.
- La Torre del Homenaje

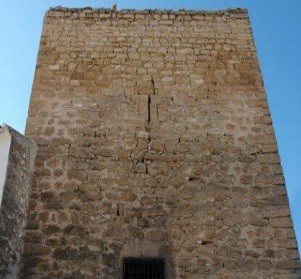
Torreón Árabe S.XI

Era la torre principal del Castillo, la que se destinaba a la residencia del señor y cumplía con las funciones más destacadas del castillo, albergando las estancias principales y, en ocasiones, los almacenes de víveres. La Torre de Begíjar se encuentra en la posición norte, la más abrigada en relación con un posible ataque exterior, de forma que si sucumbiese el resto de las defensas, esta torre proporcionase un último refugio. Dispone de una aspillera frontal
y una garita para mejorar las condiciones de tiro sobre los asaltantes.
La torre del Homenaje también cumplía las función de almacén de víveres y reserva de agua, donde existe un aljive excavado en el subsuelo de la misma.
Declarada Monumento Histórico en 1985, la torre del homenaje es lo único que queda del antiguo castillo. Se compone de dos plantas con unas magníficas y notables bóvedas, la primera se cubre con una bóveda semiesférica con falsas trompas de ladrillo. La segunda está formada por ocho nervios de arista del mismo material sobre cuatro trompas apuntadas y cuatro huecos; dos aspilleras apuntadas y abocinadas y dos ventanas con bovedillas de medio cañón apuntado. Conserva una garita interior arcada. Actualmente se ha llevado a cabo un estudio histórico y arqueológico promovido y realizado por la Asociación Proyecto Cultura Joven de Begíjar, que servirá para dar comienzo a la restauración y puesta en valor del mismo.
- Palacio Episcopal

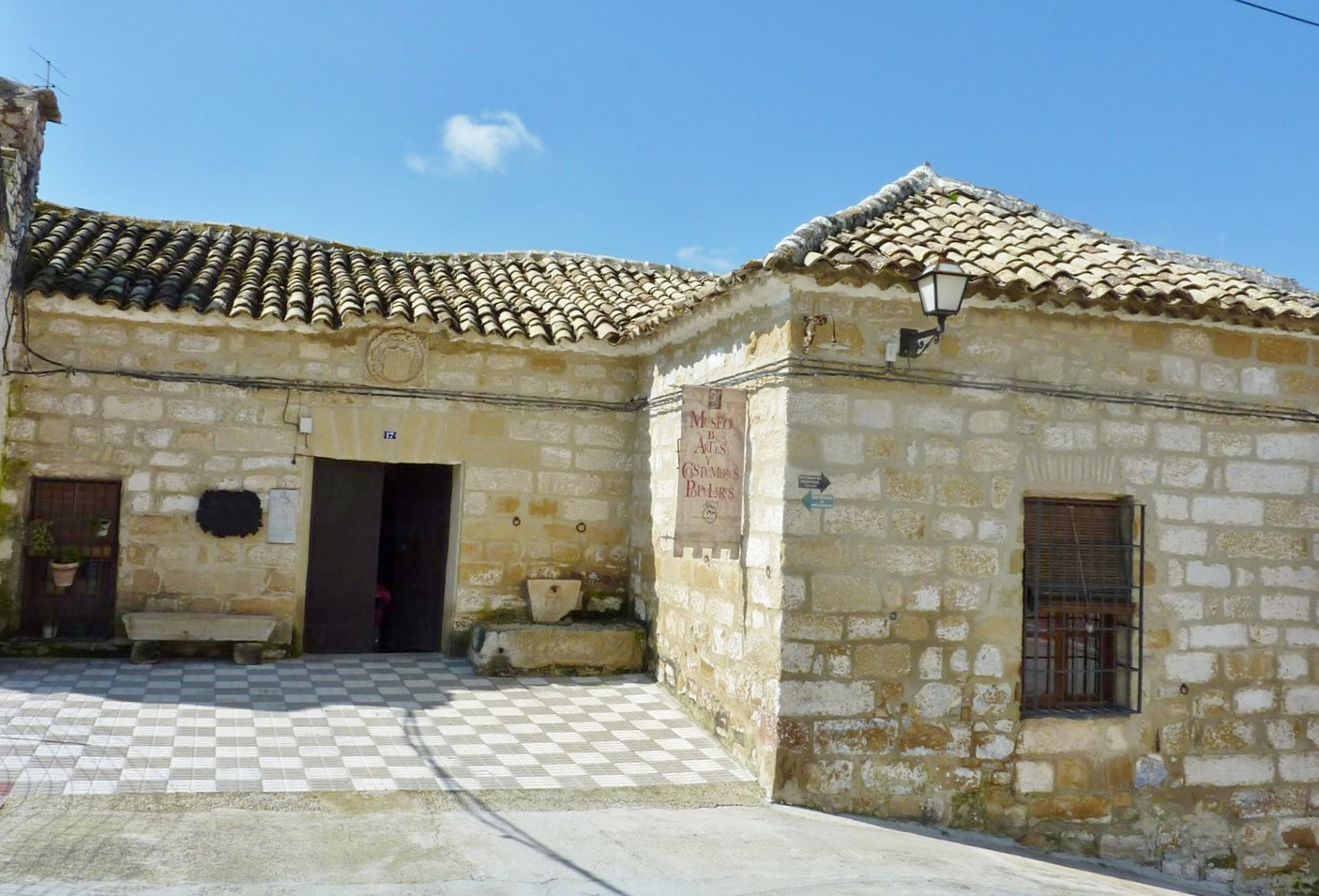
Palacio Episcopal también Museo de Artes Y Costumbres Populares de Begíjar

El Palacio Episcopal, es un edificio renacentista construido en el siglo XVI, entre los años 1505-1510. Declarado como bien de interés cultural en 1985 y protegido de manera integral en NNSS (Normas Subsidiarias de Planteamiento Municipal de Begíjar, Ordenanzas Urbanísticas, 2002). Fue una de las principales residencias de los Obispos de la diócesis de Jaén en la provincia, utilizándose como avanzado y trascendental bastión en la formación de la primitiva iglesia después de la invasión árabe en el territorio de la provincia de Jaén.
Este importante y emblemático monumento y sus antiguos moradores siempre han estado fuertemente unidos a la historia del Municipio. Se encuentra dentro del conjunto histórico-artístico y a escasos metros de distancia de la iglesia de Santiago Apóstol y el Torreón, del siglo XI del castillo de Begíjar
A lo largo de la historia , el Palacio Episcopal ha acogido a una gran lista de invitados de honor, tales como Felipe II o a Miguel de Cervantes y Saavedra, además de un sinfín de personajes ilustres.
Declarado Monumento Histórico en 1985.
- Casa Natal de Patrocinio de Biedma y Lamoneda

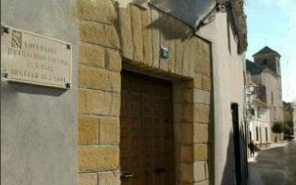
Casa Natal de Patrocinio de Biedma y Lamoneda

Casa labriego-solariega del siglo XVII donde nació esta escritora, poetisa y articulista española. Se encuentra en la calle que lleva su mismo nombre, en pleno conjunto histórico-artístico y a escasos metros de la iglesia parroquial. Actualmente la Asociación Proyecto Cultura Joven está promoviendo la creación de la Casa Museo Patrocinio de Biedma y el papel desarrollado por la autora en defensa de la mujer como la primera feminista Jiennense y una de las primeras en Andalucía en alzar la voz contra el machismo rural en la sociedad.
Protección
Se encuentra con expediente incoado para ser catalogada como edificio histórico y cultural por la Junta de Andalucía.
- Centro de Día

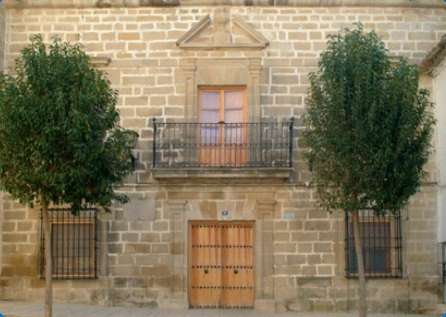
Centro de día

Se encuentra al lado del ayuntamiento. 
Es el Antiguo Cuartel de la Guardia Civil.
Siglo XVIII.
- Palacio de los Marín-Colón

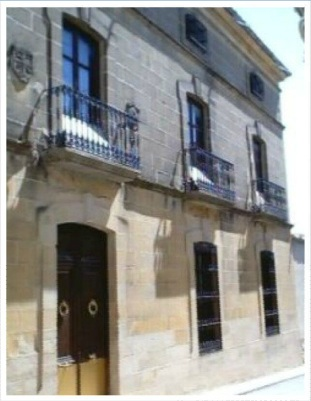
Palacio Obispal

Este Palacio junto al Castillo fueron utilizados por el obispo de Jaén como residencia durante largas temporadas se ubica en la parte alta de la calle Juan Tobaruela.
Actualmente pertenece a la familia Aranda que lo mantiene en un estado muy aceptable, pero que al faltar mucho de Begíjar tendrá que vender algún día. Esperemos que los futuros dueños lo mantengan en buen estado.
- Casas señoriales o solariegas

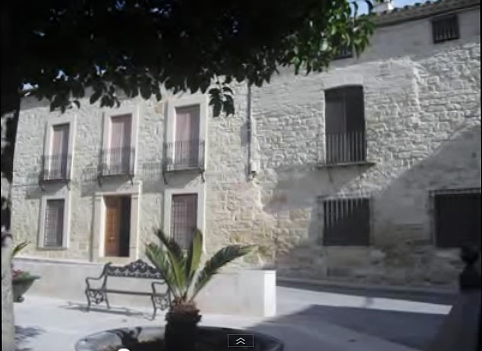
Casas Solariegas

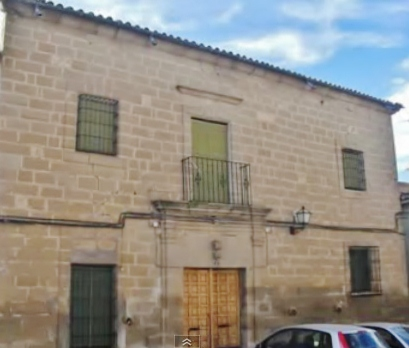
Casa Señorial

En el pequeño casco antiguo de Begíjar podemos encontrar numerosas Casas solariegas o señoriales. Estas casas de los siglos XVI, XVII y XVIII tiene unas magníficas y cuidadas fachadas renacentistas.
Muchas de estas casa eran utilizadas como residencia de Obispo ya que Begíjar era una de los principales lugares de residencia de estos.
El 1 de diciembre de 1341, el rey Alfonso XI el Justiciero arrebató a Enrique Enríquez "el Mozo", señor de Villalba de los Barros y Caudillo mayor del obispado de Jaén, la aldea de Begíjar, que le había entregado en 1341, y se la devolvió al concejo de Baeza, al que había pertenecido anteriormente. En el siglo XV, el obispo Rodrigo de Narváez se apoderó del castillo de Begíjar y lo incorporó a las posesiones de la diócesis, pese a las protestas del concejo de la ciudad de Baeza. En este marco Begíjar se verá inmiscuida en las luchas entre la nobleza y Enrique IV. En esta pugna el Obispado y Baeza, en el mismo bando, convertirían a la localidad en un bastión avanzado contra la capital de Jaén controlada por el condestable Lucas de Iranzo. El litigio por esta localidad culminó con el reconocimiento por parte de los Reyes Católicos en 1477 de la propiedad al obispo. Los obispos mantuvieron la propiedad del castillo y posteriormente la del Palacio Episcopal hasta el siglo XIX convirtiendo éste en una de sus principales residencias, el cual aún se conserva espléndidamente en la actualidad. En 1779 Carlos III le concedió el título de villa, quedando así definitivamente independizada de Baeza.
Begijar, ubicado dentro de la comarca de la Loma. Begijar alberga en su reducido casco antiguo fabulosas fachadas renacentista, influencia de sus dos cercanas ciudades Patrimonio de la Humanidad, como son Úbeda y Baeza.

## Lugares de interés y calles más importantes
- Plaza de la Constitución

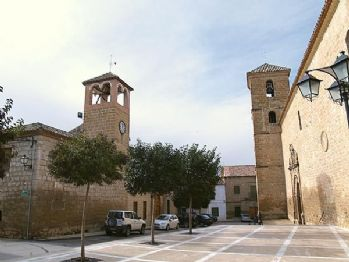
Plaza de la Constitución

Es el lugar más bonito de Begíjar. Destacan la iglesia, el ayuntamiento, la torre del Consejo, la cárcel y el antiguo cuartel de la Guardia Civil así como algunas casas solariegas y los soportales. Pasa por ser el centro administrativo y religioso local.
Hace algunos años hacía el papel de plaza de Abastos al situar en ella puestos desmontables. También era el escenario de la verbena durante las fiestas locales.
En ella aparecen unos portales en los que había dos tabernas típicas, que abastecían a los begigenses en su verbena.
- Paseo Doctor Revuelta

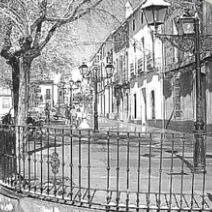
Paseo Doctor Revuelta

Paseo señorial rodeado de casas palaciegas en el que se encuentran varias tiendas, la farmacia y una entidad bancaria. No hace demasiado tiempo había también un casino de socios y un bar de espléndidas tapas donde se jugaban campeonatos de billar de mucha calidad.
Poseía también tres quioscos y unos futbolines que servían de diversión a los niños. Estos también jugaban entre las farolas molestando a veces a todos los paseantes. Sus equipamientos han sido trasladados poco a poco a la avenida de Andalucía, que ha sustituido al paseo como lugar de esparcimiento.
En su parte baja había un templete abierto para la banda de música que se utilizaba en las fiestas. Rodeaban a los músicos cientos de personas que no se cansaban de oír sus magníficas interpretaciones.
Durante mucho tiempo ha sido el centro del pueblo pero el Jardín de la avenida le ha desplazado debido a la expansión del pueblo. Allí se celebraba la fiesta del Santísimo Cristo de la Vera Cruz y la Feria de Día de La feria de Santiago en julio.
- Calle Juan Tobaruela

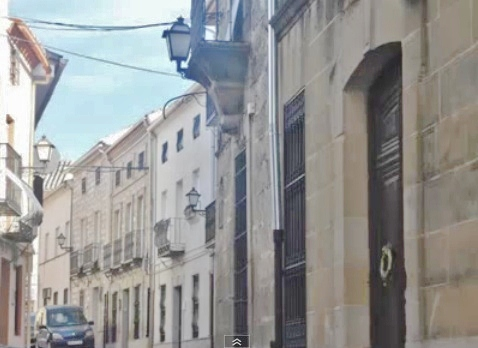
Calle Juan Tobaruela

Más conocida como calle de los Pitos.
Debe este nombre por ser el lugar donde volvían de la fiesta de la Virgen de la Cabeza tocando toda clase de trompetas y artilugios sonoros.
Calle de gran pendiente donde se encuentra el palacio Obispal de los Marín-Cobo.
- Calle Colón

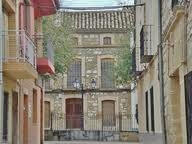
Calle Colón

Fue la calle comercial por excelencia. Con el tiempo sus muchas tiendas y bares han ido buscando una nueva ubicación o cerraron al jubilarse sus dueños.
Tiene forma de L y une la plaza de la Constitución con el paseo del Doctor Revuelta.
Aparecen en ella casas con escudos de piedra que dan testimonio del abolengo de sus antiguos moradores.
Destaca su perfecto adoquinado que data de más de treinta años atrás.
- Callejón del Cuatro

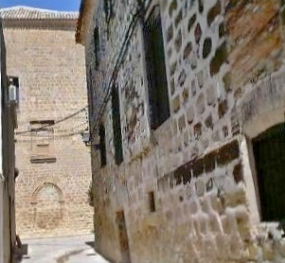
Callejón de las 4 Esquinas

Pintoresco callejón en forma de cuatro escoltado por altas y señoriales casonas, que constituyó antiguamente el pasaje del castillo a la iglesia. 
Téngase en cuenta que en éste residía largas temporadas el Obispo de Jaén.
Hoy día es el camino natural para ir muchos begigenses a resolver cuestiones administrativas en el ayuntamiento y a celebrar oficios religiosos en la iglesia.
- Calle Esparteros

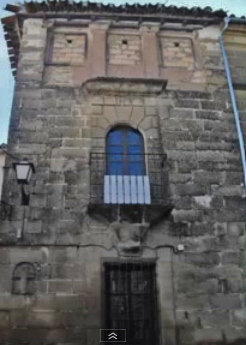
Final de la calle Esparteros

Debe su nombre a la existencia en tiempos de artesanos que trabajaban el esparto. 
Además había también una herrería y dos talleres de zapatería (de los que aún subsiste uno que recibe encargos de toda la comarca de la Loma). 
Estos mismos artesanos eran a su vez músicos excelentes y no había fiesta en la que no deleitaran con su banda.
Existe en esta calle una tienda que fue heredada de padres a hijos donde pueden encontrarse los artículos más difíciles de conseguir, y una confitería cuyos productos se venden en media provincia
- Calle Julio Burell

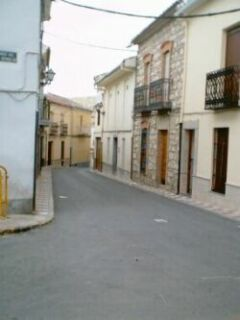
Calle Julio Burell

Es la calle que une la plaza de la Constitución y el paseo del Doctor Revuelta con la zona de desarrollo de Begíjar. Resulta paso obligado de la mayoría de los begigenses. Por ella pasan todas las procesiones y resulta una prolongación del recinto ferial. Es también una calle comercial con presencia de varias tiendas y bancos. 
En ella se ubica el Juzgado Municipal donde en tiempos lo hizo la Academia Antoniana, lugar donde estudiabamos Bachiller para después examinarnos en Baeza.
En la parte baja de la misma, se forma un callejón donde la relación de los vecinos es muy estrecha.
Tiene el grave inconveniente del tráfico, sobre todo en el tramo que baja a la plaza de la Constitución, lo que la hace candidata a la instalación de semáforos.
Las casas son grandes y de bonita fachada. Se pueden contemplar preciosos balcones y ventanales de forja.
Es típico que en época veraniega, los vecinos se sienten en la puerta en largas tertulias para mitigar los calores de la estación.

## Fuentes

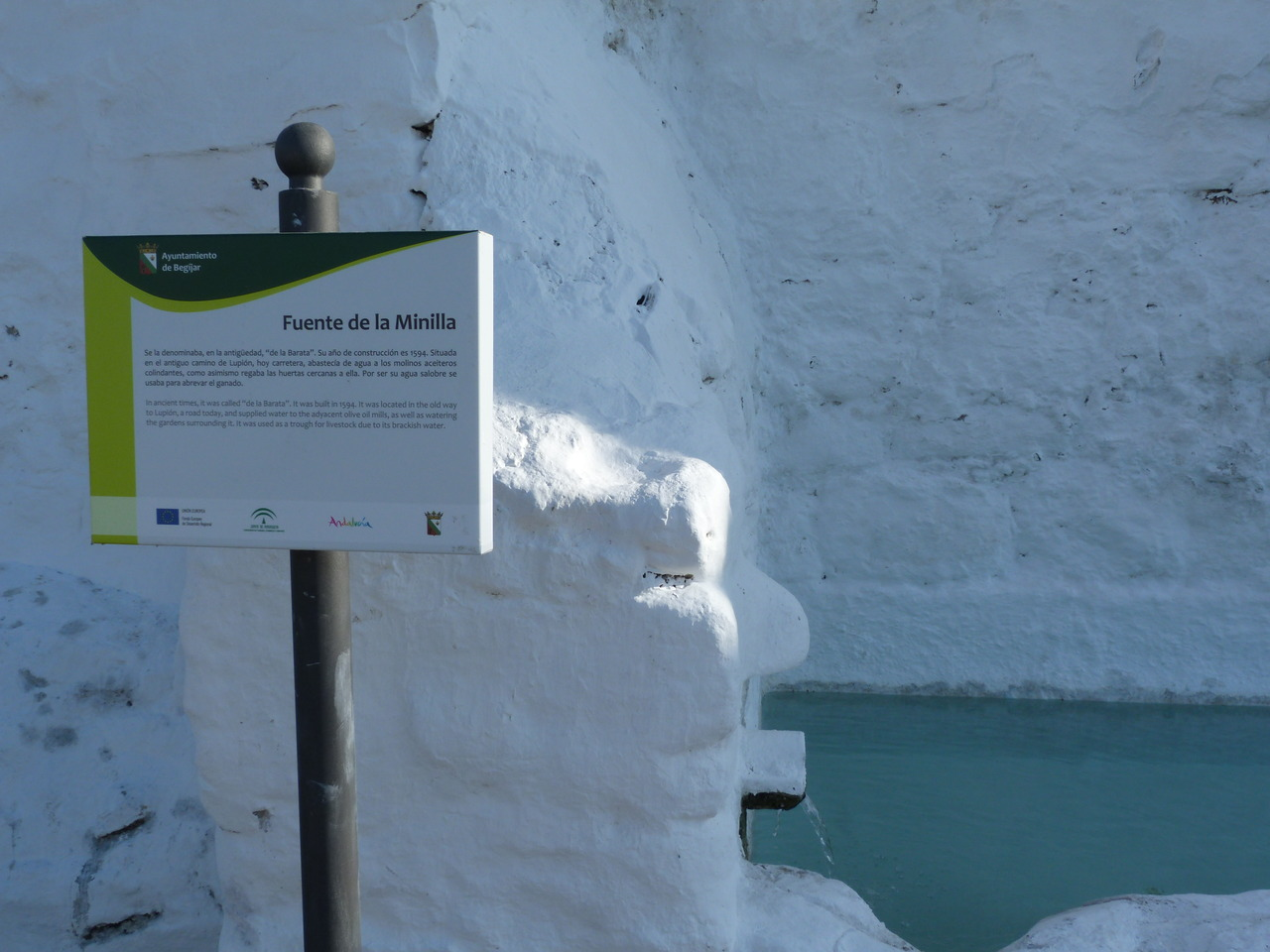
Pilar de la Minilla o Fuente Barata

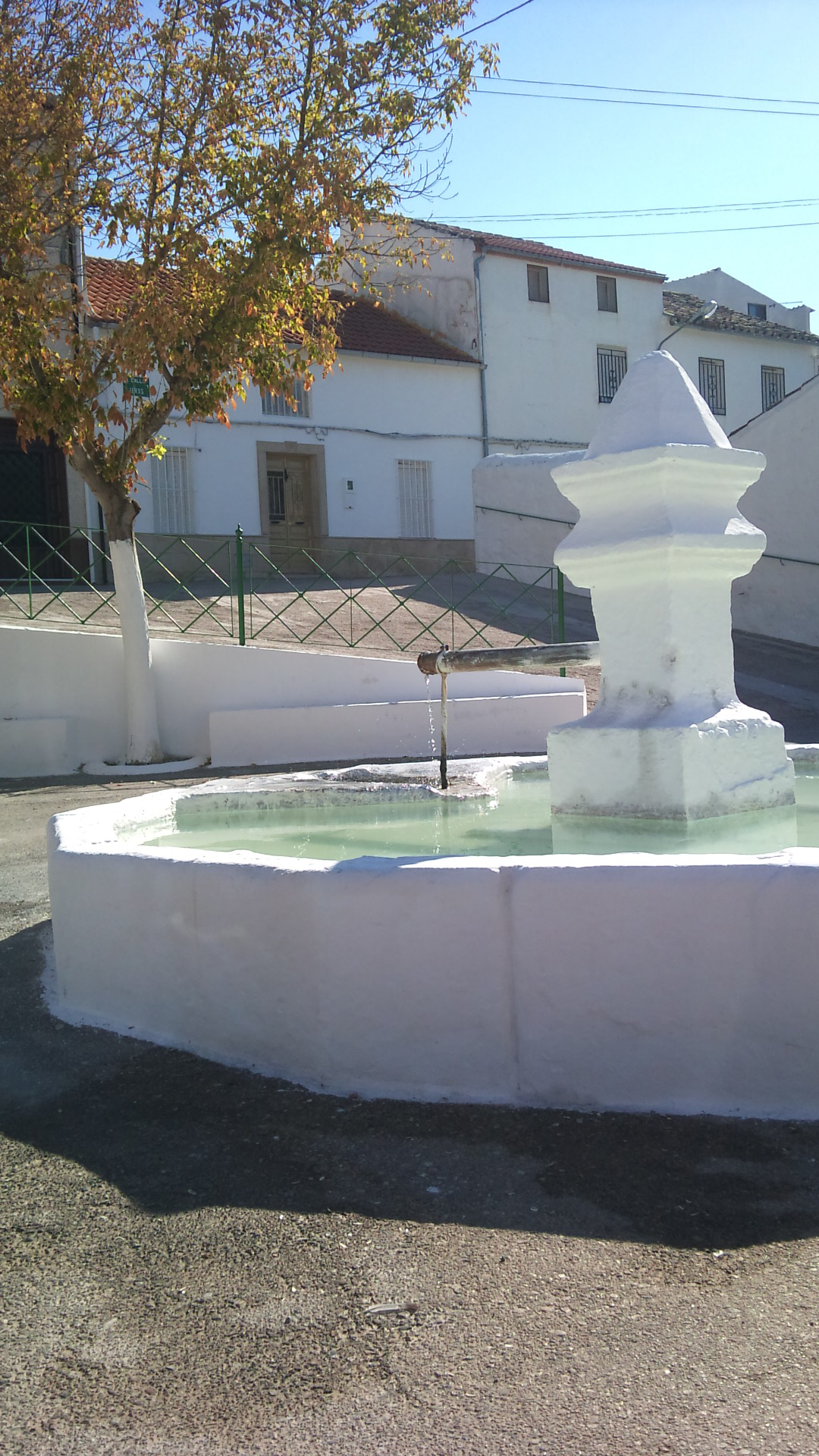
Fuente del Ejido

## Ermitas y Hornacinas

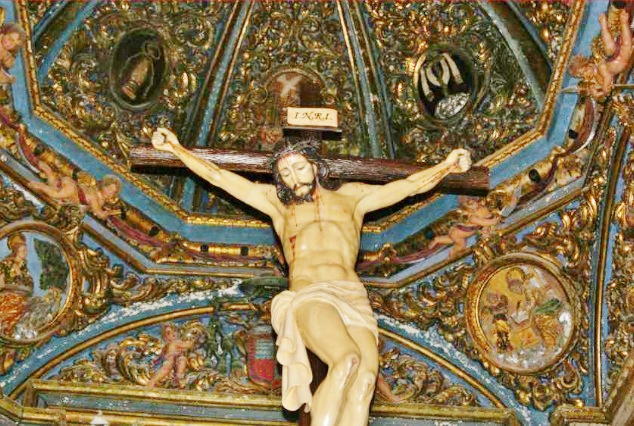
Camarín barroco del Cristo de la Vera Cruz

- La Hornacina de la Virgen del Carmen.

Hornacina de la virgen del Carmen construida en el siglo XX en uno de los muros del antiguo Palacio Episcopal. Una muy concurrida hornacina dedicada a esta Virgen en la calle Paso del Castillo y en la que los vecinos del pueblo acuden a pedir sus rogativas y a rezar, también acuden a ella lugareños del vecino Pueblo de Lupion, ya que ésta se encuentra en una calle que une con la carretera que lleva directamente a su Pueblo y al que muchos de ellos acuden a pie por la cercanía a Begijar.
- La Ermita de San Cristóbal

Situado junto al Bar Jardín, cuyo propietario, Marcos Prados Gárate compró la imagen por 6.000 pesetas en el año 1969. Alrededor de ella se ha celebrado una fiesta.
- La Hornacina del Cristo de la Expiración

Situada en la calle Agua. La primera imagen que allí se conoció era un cristo tallado en una columna de piedra de arena. Dicha imagen fue destruida, como muchas otras durante el transcurso de la Guerra Civil. Más tarde Don Bernandino puso la imagen actual.
- La Ermita de la Virgen de la Cabeza

Sus orígenes datan del siglo XIX, según cuenta una antigua leyenda, en el mismo lugar donde hoy está la hornacina en la que se encuentra la imagen de la Virgen de la Cabeza, vivía una familia a la cual se le apareció una imagen, que les pidió que en ese mismo lugar le construyera un habitáculo para que el pueblo de Begíjar, le pudieran rendir culto.
En el año 1936, la imagen fue destruida y se volvió a construir otra nueva en el año 1952, gracias al esfuerzo de Ana Navarro Robles y Maruja Zaragoza Gárate que se dedicaron a pedir donativos por todo el pueblo y peseta a peseta lograron juntar las 340 pesetas que costó la imagen actual. Desde entonces se celebra la fiesta en honor a la Virgen de la Cabeza.

## Museos
- Museo de Artes y Costumbres Populares de Begíjar

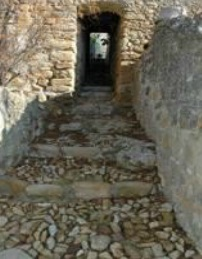
Bajada al huerto del Museo

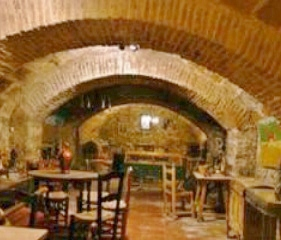
Interior del Museo

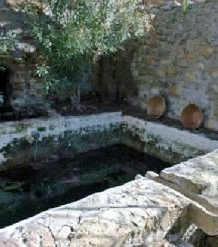
Alberca en el Museo

El Museo de artes y costumbres populares de Begíjar está localizado en el Casco Antiguo de   Begíjar, dentro del conjunto de bienes culturales declarados por la Junta de Andalucía con protección integral. Junto al museo, se encuentra la Oficina Independiente de Turismo.
El Museo de Artes y Costumbres Populares de Begíjar es una institución dedicada a la investigación, difusión y conservación del Patrimonio histórico y antropológico, desde la perpesctiva de los procesos sociales y el respeto por la pluralidad cultural.
El museo ocupa las dos plantas, el patio y las cuadras del Palacio Episcopal, un edificio renacentista del siglo XVI.
Este museo es uno de los centros etnográficos llamados de «Identidad cultural», donde el visitante se adentra en el universo de lo cotidiano, con aspectos tan entrañables como la infancia, los juegos, los oficios, la vida cotidiana y elementos intrínsecamente característicos de Begíjar.
Nos ofrece una visión del avance de la localidad, partiendo de la agricultura como arranque de ese progreso y de su determinante contribución al paso de una sociedad artesanal a otra industrial. Allí el visitante podrá aproximarse a la almazara, los medios de transporte, la transformación del campo y el desarrollo del comercio y de la industria.
Colecciones
La colección comienza a formarse a partir de una recopilación de su fundador, Santiago Vargas Jordán, durante 25 años.
Consta de una vasta colección que ronda las 17.000 piezas. El museo como tal se inaugura el 12 de octubre del 2006, y se aloja en él de manera permanente toda la colección.
Los vecinos de Begíjar también pusieron «su granito de arena» haciendo aportaciones, y contribuyeron así a aumentar las colecciones, sobre todo en sus primeros años; estas aportaciones se sucedieron a lo largo del tiempo, y servirían para cubrir y relatar aún más firmemente el proceso histórico de la localidad. El museo cuenta con donaciones vecinales en los apartados de: 
- Instrumentos musicales.
- Fondos de textiles.
- Herramientas agrícolas|Herramientas agrarias.
- Utillaje doméstico.
- Fotografías, documentos, libros.

Otra fuente de suministro para los fondos fue una serie de trabajos de campo que desarrolló en ese sentido la Asociación Amigos del Museo de Begíjar, dando como fruto nuevas incorporaciones, reunidas en estos apartados:
- Botica y laboratorio.
- Horno y conjunto de Panadero
- Taller de telar. Documentado por la Asociación Proyecto Cultura Joven.
- Taller de Esparto.
- Tienda de ultramarinos.
- Consulta de médico.
- Taller de Zapatero.
- Taller de talabartero.
- Sastre|Sastrería.
- Fragua de herrero.
- Barbero|Barbería.

A fecha de febrero de 2011, se exponen hasta una veintena de oficios distintos, que en su mayoría se han extinguido en la localidad por falta de relevo generacional, o se han visto modificados por otro tipo de maquinaria más moderna y funcional.
Está previsto la apertura de un nuevo Museo en la Calle Patrocinio de Biedma y Lamoneda donde se hará un Museo en honor a la Poetisa natal de Begíjar Patrocinio de Biedma y la Moneda.

## Lugares de Interés fuera del Casco Antiguo en el Municipio
- Puente del Obispo

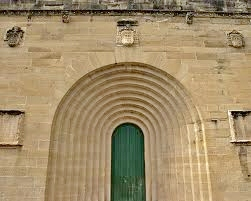
Capilla sobre el Puente

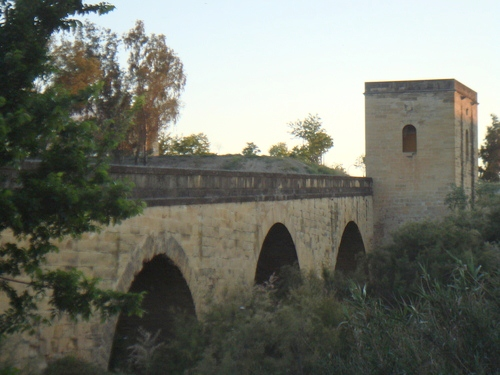
Puente del Obispo

El Puente de Obispo es un puente,  sobre el río Guadalquivir, construido en el siglo XVI, en el kilómetro|km 17,670 de la carretera que une Baeza con Jaén.
El Puente del Obispo, uno de los primeros del renacimiento hispano, está formado por 4 bóvedas desiguales de cañón, de sillería de arenisca, aparejada en hiladas de altura también desigual. La rasante es inclinada, y tiene una torre cuadrangular en su extremo más alto. Las pilas que sostienen los arcos, poseen tajamares, y se remata con un pretil.
La torre posee en su interior una capilla, que tiene acceso desde la calzada del puente, mediante una puerta con arquivoltas, situándose a ambos lados de la misma sendas lápidas con inscripciones alusivas al obispo de Jaén, D. Alonso Suárez de la Fuente del Sauce, que fue quien lo financió. Sobre la puerta, tres escudos reproducen las armas del prelado. En las tres caras restantes de la torre, se presentan ventanas abocinadas y de medio punto, rematadas igualmente por escudos.
El obispo de Jaén, financió las obras para resolver el grave problema causado por las crecidas del río, que todos los años destruían el camino rural|camino entre las dos ciudades más importantes de la zona, Baeza y Jaén. Se construyó entre 1505 y 1508, según indica la lápida existente en la capilla, bajo la dirección del maestro Pedro de Mazuecos.

Este puente se llama del Obispo. Hízola toda a su costa D. Alonso de la Fuente del Sauce, Obispo que fue de Mondoñedo y después de Lugo y en el año 1500, de Jahen. Y dejó el paso libre de ella. Y es libre de todos, sin pagar tributo alguno. Comenzada el año mil y quinientos y cinco, y acabada el año mil y quinientos y ocho. Y concede a los que pasaran y rezaren un Ave-María, quarenta días de Perdón.
Inscripción de cantería, en letra gótica, sobre el puente.

En 1925, fue objeto de una restauración por parte del ingeniero José Acuña y Gómez, que reconstruyó la capilla que se encontraba semiderruida. Muy dañado durante la guerra civil española, volvió a restaurarse, en 1940, por el también ingeniero Luis Chocano Martínez, que le dio la imagen que se conserva hoy en día.
Actualmente, el tráfico está derivado por un puente de nueva construcción, quedando el puente histórico para tráfico secundario.
En las cercanías del puente, se encuentran el Paraje Natural de la Laguna Grande y la Hacienda La Laguna, del siglo XVII, declarada BIC. Inmediato al puente, se encuentra el poblado de Puente del Obispo, uno de los núcleos de nueva creación consecuencia de la colonización agraria en Andalucía, construido en los años 1950.
- Cruz de Piedra

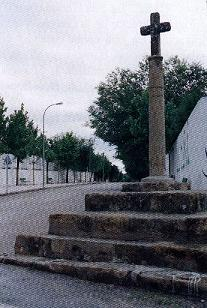
Cruz de Piedra

La Cruz de Piedra es la más antigua que se conserva en Begíjar. 
No se sabe su fecha de construcción, pero ya aparece datada en 1554. 
La cruz actual, levantada sobre gradas, es del año 1653, haciéndola el maestro de albañilería Alonso García Cano, con un coste de 111 reales.
Antiguamente era el final del pueblo pero la expansión del municipio la ha dejado prácticamente en el centro del pueblo.
Ha sido restaurada y mejorada en el año 2010.
- Posadas Ricas

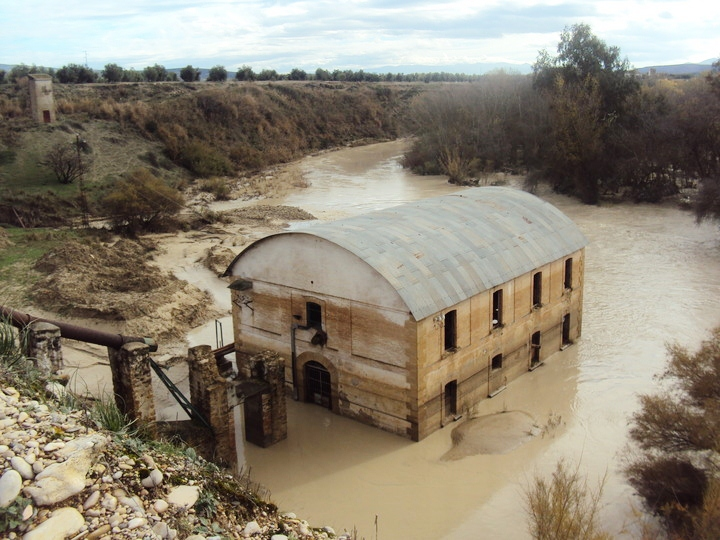
Antigua Fábrica de Electricidad en Tilín

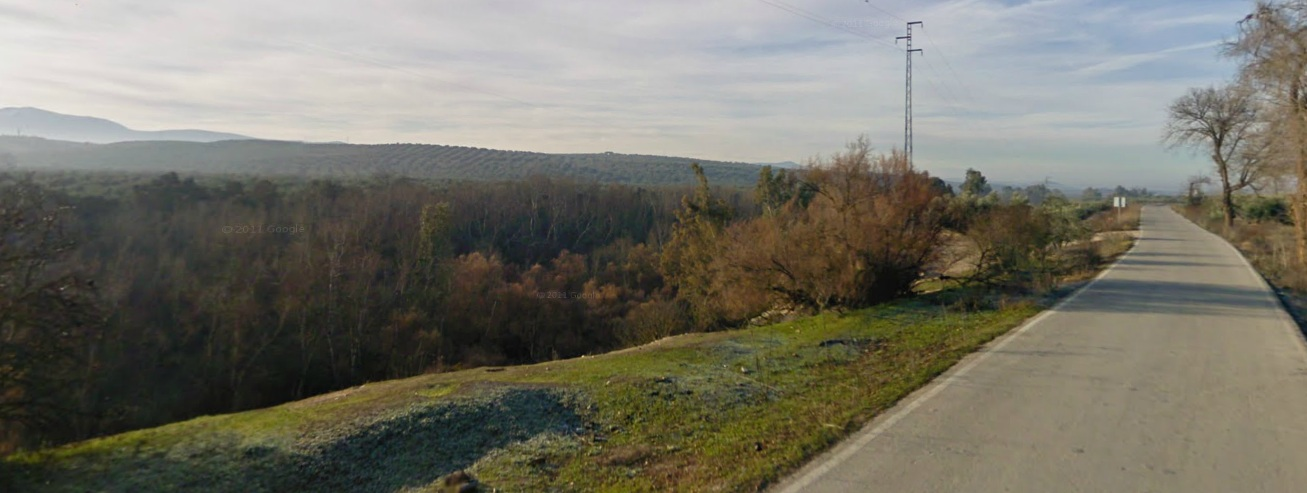
Panorámica de la Vegetación de Rivera en Posadas Ricas

Localizada en la carretera comarcal que una a la barriada de la Estación de Begíjar con Torresblascopedro, a unos 10 km de Begíjar. 
Está compuesta por diversos cortijos aislados y un núcleo central, la mayoría de las viviendas no están ocupadas permanentemente. 
Su principal recurso económico es la agricultura, contribuyendo a ello el estar situada en una extensa vega. 
En el núcleo central hay una ermita dedicada a la virgen de Fátima. Celebra sus fiestas el 13 de mayo.
En el anejo de Posadas Ricas no hay habitantes actualmente pero si existe un gran número de cortijos.
Por Posadas Ricas pasa la vía del tren.
Su cultivo principal es el algodón.
El río Guadalquivir pasa por Posadas Ricas por lo que existe mucha vegetación de rivera.
Existen en esta rivera algunas fábricas de electricidad.
- Fuente Nueva

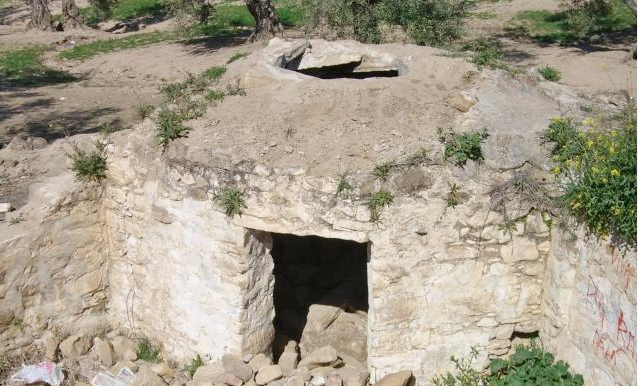
Bombo de la Fuente Nueva

La fuente Nueva se construye en el año 1735 para dotar de agua a la población de Begíjar.
Anexo al recinto se construye el bombo una sólida edificación basada en elementos como la piedra, tierra y mortero de cal y arena.
Es una de las expresiones arquitectónicas y culturales más arraigadas del municipio con un gran valor etnológico e histórico, creado para guarecerse de las inclemencias del tiempo.
En la actualidad la totalidad del conjunto se encuentra en semi-ruina pero se prevé que en breve sea restaurado y ponerlo en valor.
- Datos: Q97631024
- Multimedia: Conjunto Histórico de Begíjar / Q97631024